# Tribunales Ambientales de Chile
Los Tribunales Ambientales de Chile son órganos jurisdiccionales especiales de Chile, dedicados a resolver controversias relacionadas con el medio ambiente. No forman parte del Poder Judicial de Chile, aun cuando están bajo "la superintendencia directiva, correccional y económica de la Corte Suprema".
Fueron creados por Ley N.º 20.600 del 28 de junio de 2012.
Son tres tribunales ambientales, con asiento en las comunas de Antofagasta, Santiago y Valdivia; el segundo (correspondiente a Santiago) entró en funcionamiento el 28 de diciembre de 2012, mientras que el tercero (correspondiente a Valdivia) lo hizo el 9 de diciembre de 2013. El primer tribunal (correspondiente a Antofagasta) debía entrar en funcionamiento el 28 de junio de 2013, pero sus Ministros fueron designados recién el 29 de junio de 2017.

## Composición
Cada tribunal está integrado por tres ministros titulares, nombrados por el Presidente de la República, con acuerdo del Senado, de una quina de candidatos preparada por la Corte Suprema, la que a su vez los elige de una nómina de entre 6 y 8 candidatos que postularon por el sistema de Alta Dirección Pública.
Dos de los ministros deberán tener título de abogado, haber ejercido la profesión durante 10 años como mínimo, y haberse destacado en la actividad profesional o académica especializada en materias de Derecho administrativo o ambiental. El tercer ministro será un licenciado en Ciencias con especialización en materias medioambientales y con, a lo menos, 10 años de ejercicio profesional.
Entre los dos ministros abogados se elegirá un presidente de tribunal por acuerdo de los ministros del mismo, el cual ejercerá el cargo por un plazo de dos años.
Además, habrá dos ministros suplentes por tribunal, uno abogado y otro licenciado en Ciencias, con las mismas exigencias que los ministros titulares, excepto por la de ejercicio de la profesión, que en este caso se rebaja a 8 años.
Los ministros titulares y suplentes permanecerán seis años en sus cargos, según la Ley 20.600.

## Competencia
Los tribunales ambientales tienen competencia para conocer de los siguientes temas:
1. De las reclamaciones que se interpongan en contra de los decretos supremos que establezcan las normas primarias o secundarias de calidad ambiental y las normas de emisión, los que declaren zonas del territorio como latentes o saturadas y los que establezcan planes de prevención o de descontaminación.
2. De las demandas para obtener la reparación del medio ambiente dañado.
3. De las reclamaciones en contra de las resoluciones de la Superintendencia del Medio Ambiente.
4. Autorizar las medidas provisionales, suspensiones y la aplicación de sanciones por la Superintendencia del Medio Ambiente.
5. De la reclamación que se interponga en contra de la resolución del Comité de Ministros o del Director Ejecutivo.
6. De las reclamaciones que interponga cualquier persona natural o jurídica en contra de la determinación del Comité de Ministros o Director Ejecutivo que resuelva el recurso administrativo cuando sus observaciones no hubieren sido consideradas en el procedimiento de evaluación ambiental.
7. De las reclamaciones que se interpongan en contra de los actos administrativos que dicten los ministerios o servicios públicos para la ejecución o implementación de las normas de calidad, de emisión y los planes de prevención o descontaminación, cuando estos infrinjan la ley, las normas o los objetivos de los instrumentos señalados.
8. De las reclamaciones en contra de la resolución que resuelva un procedimiento administrativo de invalidación de un acto administrativo de carácter ambiental.
9. De los demás asuntos que señalen las leyes.

## Tribunales
Existen tres tribunales ambientales, que tienen competencia sobre las zonas norte, centro, y sur-austral de Chile, respectivamente.
| Tribunal                   | Comuna      | Competencia Territorial |
| -------------------------- | ----------- | --- |
| Primer Tribunal Ambiental  | Antofagasta | Región de Arica y Parinacota Región de Tarapacá Región de Antofagasta Región de Atacama Región de Coquimbo                                                   |
| Segundo Tribunal Ambiental | Santiago    | Región de Valparaíso Región Metropolitana de Santiago Región de O'Higgins Región del Maule                                                                   |
| Tercer Tribunal Ambiental  | Valdivia    | Región del Ñuble Región del Biobío Región de La Araucanía Región de Los Ríos Región de Los Lagos Región de Aysén Región de Magallanes y la Antártica Chilena |

## Composición

### Primer Tribunal Ambiental
| Ministro | Nombre                      | Profesión              | Periodo   |
| -------- | --------------------------- | ---------------------- | --------- |
| Titular  | Sra. Sandra Álvarez Torres  | Abogada                | 2021-2027 |
| Titular  | Vacante                     | Abogado                |           |
| Titular  | Sr. Marcelo Hernández Rojas | Licenciado en Ciencias | 2023-2029 |
| Suplente | Sr. Alamiro Alfaro Zepeda   | Abogado                | 2023-2029 |
| Suplente | Vacante                     | Licenciado en Ciencias |           |

### Segundo Tribunal Ambiental
| Ministro | Nombre                        | Profesión              | Periodo   |
| -------- | ----------------------------- | ---------------------- | --------- |
| Titular  | Sra. Marcela Godoy Flores     | Abogada. Presidenta    | 2023-2029 |
| Titular  | Sr. Cristián Delpiano Lira    | Abogado                | 2019-2025 |
| Titular  | Vacante                       | licenciado en ciencias |           |
| Suplente | Vacante                       | Abogado/a              |           |
| Suplente | Sr. Cristián López Montecinos | Licenciado en ciencias | 2021-2027 |

### Tercer Tribunal Ambiental
| Ministro | Nombre                          | Profesión                | Periodo   |
| -------- | ------------------------------- | ------------------------ | --------- |
| Titular  | Sr. Javier Eduardo Millar Silva | Abogado                  | 2021-2027 |
| Titular  | Sr. Iván Hunter Ampuero         | Abogado                  | 2018-2024 |
| Titular  | Sra. Sibel Villalobos Volpi     | Bióloga marina           | 2018-2024 |
| Suplente | Sr.Jorge Retamal Valenzuela     | Abogado                  | 2018-2024 |
| Suplente | Sr. Carlos Valdovinos Jeldes    | Licenciado/a en Ciencias | 2021-2027 |

## Exministros de los Tribunales Ambientales
Primer Tribunal Ambiental
- Sr. Mauricio Oviedo Gutiérrez (Ministro titular abogado 2017-2023)
- Sr. Daniel Guevara Cortez (Ministro titular abogado 2017-2019).
- Sr. Cristián Delpiano Lira (Ministro suplente abogado).
- Sr. Marcelo Hernández Rojas (Ministro titular en ciencias (2017-2021)
- Sr. Fabrizio Queirolo Pellerano (Ministro suolente en ciencias (2017-2021)

Segundo Tribunal Ambiental
- Sr. José Ignacio Vásquez Márquez (ministro titular abogado).[nota 1]
- Sr. Sebastián Valdés de Ferari (ministro titular licenciado en ciencias).
- Sr. Rafael Asenjo Zegers (ministro titular abogado).
- Sra. Ximena Fuentes Torrijo (ministra suplente abogada).[nota 2]
- Sra. Ximena Insunza Corbalán (ministra suplente abogada).[nota 3]
- Sr. Juan Escudero Ortúzar (ministro suplente licenciado en ciencias).[8]
- Sr. Felipe Sabando Del Castillo (ministro titular licenciado en ciencias).
- Sr. Alejandro Ruiz Fabres (ministro titular abogado).
- Sra. Daniella Sfeir Pablo (ministra suplente abogada)

Tercer Tribunal Ambiental
- Sr. Michael Hantke Domas (Ministro titular abogado 2013-2019)[9][nota 4]
- Sr. Roberto Pastén Carrasco (Ministro titular licenciado en ciencias 2013-2017).[nota 5]
- Sr. Pablo Miranda Nigro (Ministro suplente abogado 2013-2017).
- Sr. Carlos Valdovinos Jeldes (Ministro suplente licenciado en ciencias 2018-2019).